# Prenolepis jerdoni
Prenolepis jerdoni är en myrart som beskrevs av Carlo Emery 1893. Prenolepis jerdoni ingår i släktet Prenolepis och familjen myror.

## Underarter
Arten delas in i följande underarter:
- P. j. jerdoni
- P. j. subopaca